# 산조르조마조레

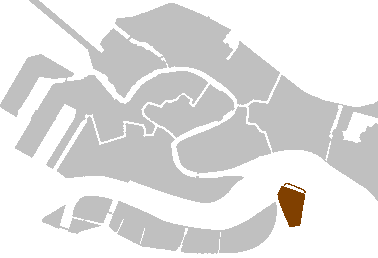
산조르조마조레

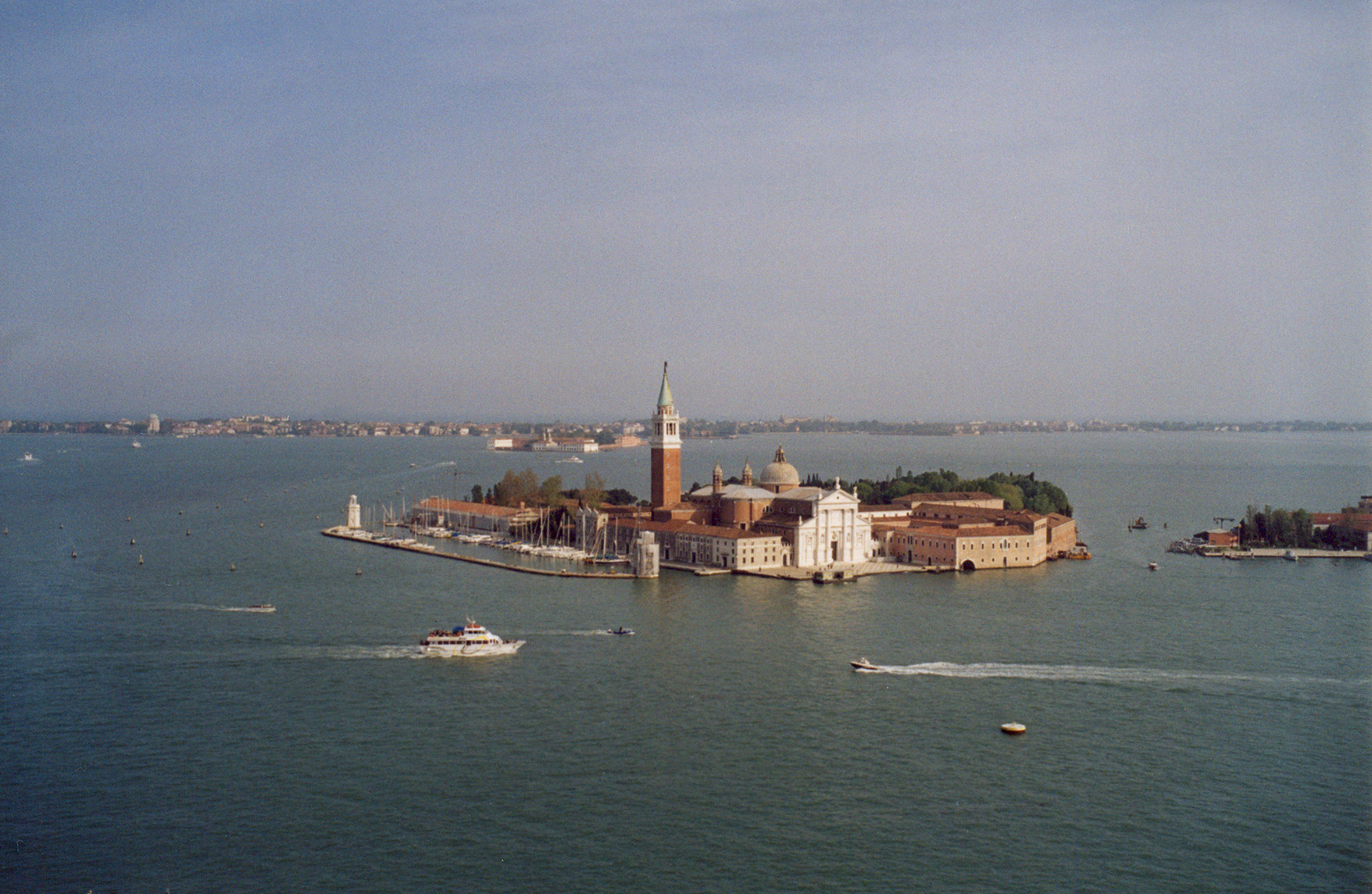
산조르조마조레

산조르조마조레(이탈리아어: San Giorgio Maggiore)은 이탈리아 베네치아의 섬이다. 1980년 G7 정상회담이 개최된 곳이기도 하다.